# Georgi Petrov
Georgi Angelov Petrov (* 17. září 1954 Studeno buče) je bývalý bulharský zápasník–judista a sambista.

## Sportovní kariéra
Připravoval se v klubu Lokomotiv v Sofiji pod vedením Vladimira Avrionova. Od druhé poloviny sedmdesátých let se úspěšně pohyboval v judistické i sambistické bulharské reprezentaci. V zápasu sambo se stal dvojnásobným vicemistrem světa a dvojnásobným mistrem Evropy. V roce 1980 startoval na olympijských hrách v Moskvě v judu v polostřední váze do 78 kg. V úvodním kole vyřadil Čechoslováka Vladimíra Bártu, ale v dalším kole na svého soupeře nestačil a obsadil 7. místo. V roce 1981 vybojoval pro Bulharsko zatím stále jediný titul mistra Evropy v judu. V roce 1984 přišel o účast na olympijských hrách v Los Angeles kvůli bojkotu her zeměmi východního bloku. Od roku 1985 zápasil v judu ve střední váze do 86 kg. V roce 1988 startoval v 34 letech na olympijských hrách v Soulu a vypadl ve druhém kole. Vzápětí ukončil sportovní kariéru. Věnuje se trenérské práci.

## Výsledky

### Judo
| Turnaj             | 1979             | 1980             | 1981             | 1982             | 1983             | 1984             | 1985         | 1986         | 1987         | 1988         |
| Turnaj             | 25               | 26               | 27               | 28               | 29               | 30               | 31           | 32           | 33           | 34           |
| Turnaj             | polostřední váha | polostřední váha | polostřední váha | polostřední váha | polostřední váha | polostřední váha | střední váha | střední váha | střední váha | střední váha |
| ------------------ | ---------------- | ---------------- | ---------------- | ---------------- | ---------------- | ---------------- | ------------ | ------------ | ------------ | ------------ |
| Olympijské hry     |                  | 7.               |                  |                  |                  | —                |              |              |              | úč.          |
| Mistrovství světa  | úč.              |                  | 3.               |                  | úč.              |                  | 2.           |              | 5.           |              |
| Mistrovství Evropy | ?                | ?                | 1.               | úč.              | úč.              | 7.               | 3.           | 5.           | úč.          | ?            |